# خورشیدگرفتگی ۲۳ اکتبر ۱۹۵۷
خورشیدگرفتگی ۲۳ اکتبر ۱۹۵۷ (به انگلیسی: Solar eclipse of October 23, 1957) یک خورشیدگرفتگی از نوع خورشیدگرفتگی کامل است. این خورشیدگرفتگی در تاریخ ۲۳ اکتبر ۱۹۵۷ میلادی (‎۱ آبان ۱۳۳۶ خورشیدی) روی داد که زمان اوج آن، ساعت ۴:۵۴:۰۲ به‌وقت ساعت هماهنگ جهانی بوده‌است.